# Bellwood (Illinois)
Bellwood è un comune degli Stati Uniti d'America, situato in Illinois, nella contea di Cook.